# Patterson (Georgia)
Patterson es una ciudad ubicada en el condado de Pierce en el estado estadounidense de Georgia. En el año 2000 tenía una población de 627 habitantes.

## Geografía
Patterson se encuentra ubicada en las coordenadas 31°23′14″N 82°8′18″O / 31.38722, -82.13833 (31.387356, -82.138281).
Según la Oficina del Censo, la localidad tiene un área total de 7,1 km² (2,7 mi²), de la cual 7,1 km² (2,7 mi²) es tierra y 0 km² (0 mi²) (0.00%) es agua.

## Demografía
Según la Oficina del Censo en 2000 los ingresos medios por hogar en la localidad eran de $26,591, y los ingresos medios por familia eran $33,750. Los hombres tenían unos ingresos medios de $33,125 frente a los $20,938 para las mujeres. La renta per cápita para la localidad era de $14,968. 